# Louis Bureau
Pour les articles homonymes, voir Bureau.
Pour les autres membres de la famille, voir Famille Bureau.
Louis Bureau est un médecin et zoologiste français, né à Nantes le 18 novembre 1847 et mort dans la même ville le 14 décembre 1936. Issu d'une famille d'armateurs et de savants nantais, c'était le cadet de ses cinq frères, dont Édouard Bureau et Léon Bureau.

## Biographie
Fils de l'armateur Louis-Marcellin Bureau (1795-1895) et de Lucie Rozier (1810-1873), Louis est issu d'une famille d'armateurs nantais : Louis Bureau & Fils. Ils sont cinq frères : Louis Edouard (botaniste, 1830-1918), François Émile (armateur, 1832-1902), Étienne (armateur, 1845-1941), Léon (1837-1900) et Louis.
De 1853 à 1867, la totalité de sa scolarité se déroule à Nantes. Il est successivement reçu bachelier ès sciences à Paris en juillet 1867 puis bachelier ès lettres à Rennes en août 1869. Il se dirige alors vers des études de médecine, d'abord à Nantes puis à Paris, et soutient sa thèse de doctorat en médecine (Essai sur la signification du cæcum) en février 1877. Il sera nommé la même année chef des travaux anatomiques à Nantes.
Depuis son enfance et tout au long de sa vie, en dépit de cette orientation médicale, il sera en fait beaucoup plus intéressé par l'histoire naturelle : c'est un naturaliste complet possédant des connaissances étendues en géologie, en botanique, en zoologie et surtout en ornithologie. Ses compétences lui vaudront dans un premier temps (1885) d'être titulaire de la chaire de botanique et de zoologie de l'École de médecine de Nantes.
Mais il sera surtout le directeur-conservateur du Muséum d'histoire naturelle de Nantes de novembre 1882 à octobre 1919, date à laquelle il prend sa retraite. Cette longue période d'activité lui permet d'abord de constituer, organiser et enrichir les collections du muséum de Nantes. Il fera pour cela de nombreux voyages en France et à l'étranger et sera à l'origine de nombreux articles sur les oiseaux dont certains feront date.
Il est licencié ès sciences naturelles en 1883 et correspondant du Muséum national d'histoire naturelle en 1889. Il sera par ailleurs l'un des fondateurs de la Société zoologique de France, fondera lui-même la Société des sciences naturelles de l'ouest de la France, sera président d'honneur de la Société ornithologique et mammalogique de France et membre du Comité ornithologique international.
Henri Filhol (1843-1902) lui demandant pourquoi il ne s’était jamais marié, Bureau répondit : « Mais que ferais-je d’une femme, n’ai-je pas déjà épousé la Science ? ».
En 1895, il fait construire le château de la Provostière à Riaillé.
Il meurt le 14 décembre 1936 ; son lieu de résidence est alors au no 15 de la rue Gresset. Il est inhumé au cimetière Miséricorde.

## Principaux travaux
- Notice sur la géologie de la Loire-Inférieure avec Listes des végétaux fossiles, avec Edouard Bureau, Nantes, E. Grimaud et fils, 1900 [lire en ligne]

## Hommages
Le square Docteur-Louis-Bureau, à Nantes, a été baptisé en son hommage.

## Liens